# فرانسوا دوریس
فرانسوا دیوغیس (انگلیسی: François Devries؛ ۲۱ اوت ۱۹۱۳ – ۱۷ فوریهٔ ۱۹۷۲) یک بازیکن فوتبال اهل بلژیک بود.
وی همچنین در تیم ملی فوتبال بلژیک بازی کرده است.